# Midland (Maryland)
Pour les articles homonymes, voir Midland.
La ville de Midland est située dans le comté d'Allegany, dans l’État du Maryland, aux États-Unis. Sa population s’élevait à 488 habitants lors du recensement de 2020.